# Cavarzano
Cavarzano è un quartiere della città di Belluno.

## Geografia fisica
Si trova a nord-est del centro storico, nella zona definita Oltrardo. A sudest sorge Nogarè, a sud Baldenich e a nordest Cusighe.
È un quartiere di recente urbanizzazione, caratterizzato per la disposizione regolare delle strade, delle quali si possono distinguere come arterie principali viale Giovanni Paolo I e viale Tilman. Le strade che escono da Cavarzano sono via Andrea di Foro (verso Cusighe), via Pellegrini (verso Baldenich) e via Bolzanio (verso Sopracroda).

## Monumenti e luoghi d'interesse

### Architetture religiose
A Cavarzano si ricordano principalmente due luoghi di culto: la chiesa dei Santi Quirico e Giulitta e la chiesa della Madonna della Strada.
La prima, più antica e ormai in disuso, è nel centro storico, lungo via Cavarzano. Sebbene la prima fonte certa della sua esistenza risalga al 1346, si può ipotizzare come esistesse già un minuscolo edificio sacro nel 1172, esistendo a Cavarzano un manso di proprietà del capitolo bellunese. La struttura attuale è invece risalente al secolo XVI. La chiesa fu sede della neonata parrocchia di Cavarzano dal 1948 al 1967, anno dell'inaugurazione della chiesa della Madonna della Strada.
La seconda, costruita tra il 1963 e il 1967, ha un'architettura moderna e non è mai stata completata (il progetto iniziale prevedeva due piani). L'edificio si affaccia su quello che è divenuto il nuovo centro del quartiere, con gli adiacenti piazza Vittime di Via Fani e piazzale Monte Schiara.

## Cultura

### Musei
Nei pressi della casa di riposo "Maria Gaggia Lante", in via Sperti, si trova la Rassegna Attrezzi ed Oggetti del Passato, una collezione privata di utensili legati all'artigianato tradizionale.

## Infrastrutture e trasporti

### Mobilità urbana
Cavarzano è servito dall'autobus urbano, nello specifico dalle linee bianca (H) e rossa (R).

## Sport
A Cavarzano gioca la squadra di calcio  Cavarzano Belluno, militante nel girone B di Eccellenza veneta.